# Hockey sur gazon aux Jeux olympiques d'été de 1988
Navigation
Los Angeles 1984 Barcelone 1992
Résultats du tournoi Olympique de Hockey sur gazon lors des Jeux olympiques d'été de 1988 à Séoul.

## Podium masculin
| Or     | Grande-Bretagne Paul Barber, Stephen Batchelor, Kulbir Bhaura, Robert Clift, Richard Dodds, David Faulkner, Russell Garcia, Martyn Grimley, Sean Kerly, Jimmy Kirkwood, Richard Leman, Stephen Martin, Veryan Pappin, Jon Potter, Imran Sherwani, Ian Taylor.                            |
| Argent | RFA Stefan Blöcher, Dirk Brinkmann, Thomas Brinkmann, Heiner Dopp, Hans-Henning Fastrich, Carsten Fischer, Tobias Frank, Volker Fried, Horst-Ulrich Hänel, Michael Hilgers, Andreas Keller, Michael Metz, Andreas Mollandin, Thomas Reck, Christian Schliemann, Eckhard Schmidt-Opper.   |
| Bronze | Pays-Bas Marc Benninga, Cees Jan Diepenveen, Patrick Faber, René Klaasen, Hendrik Jan Kooijman, Taco van den Honert, Hidde Kruize, Frank Leistra, Erik Parlevliet, Gert Jan Schlatmann, Tim Steens, Floris Jan Bovelander, Jacques Brinkman, Marc Delissen, Maurits Crucq Ronald Jansen. |

## Podium féminin
| Or     | Australie Tracey Belbin, Deborah Bowman, Sharon Buchanan, Lee Capes, Michelle Capes, Sally Carbon, Elsbeth Clement, Loretta Dorman, Maree Fish, Rechelle Hawkes, Lorraine Hillas, Kathleen Partridge, Jackie Pereira, Sandra Pisani, Kim Small, Liane Tooth.                                    |
| Argent | Corée du Sud Suh Kwang-mi, Lim Kye-sook, Park Soon-ja, Suh Hyo-sun, Kim Mi-sun, Kim Soon-duk, Kim Young-sook, Han Ok-kyung, Hwang Keum-sook, Jin Won-sim, Chun Eun-kyung, Chung Sang-hyun, Han Keum-sil, Chang Eun-jung, Choi Choon-ok, Cho Ki-hyang.                                           |
| Bronze | Pays-Bas Willemien Aardenburg, Helen van der Ben, Yvonne Buter, Annemieke Fokke, Noor Holsboer, Lisanne Lejeune, Ingrid Wolff, Carina Benninga, Marjolein Eijsvogel, Det de Beus, Anneloes Nieuwenhuizen, Martine Ohr, Marieke van Doorn, Aletta van Manen, Sophie von Weiler Laurien Willemse. |